# Новиковка (Пензенская область)
Новиковка — село в Никольском районе Пензенской области России. Входит в состав Казарского сельсовета.

## География
Село находится в северо-восточной части Пензенской области, в подзоне северной лесостепи, в пределах западного склона Приволжской возвышенности, на левом берегу реки Айвы, на расстоянии примерно 22 километров (по прямой) к юго-западу от города Никольска, административного центра района. Абсолютная высота — 195 метров над уровнем моря.

### Климат
Климат характеризуется как умеренно континентальный, с холодной зимой и умеренно жарким летом. Средняя температура воздуха самого холодного месяца (января) составляет −13,3 °C (абсолютный минимум — −34 °C); самого тёплого месяца (июля) — 19,2 °C (абсолютный максимум — 39 °С). Безморозный период длится 126 дней. Годовое количество атмосферных осадков — 527 мм, из которых большая часть выпадает в период с апреля по октябрь. Устойчивый снежный покров образуется в конце ноября и держится в среднем 149 дней.

## Население
| 1782  | 1864  | 1877 | 1897 | 1911 | 1926  | 1930  |
| ----- | ----- | ---- | ---- | ---- | ----- | ----- |
| 150   | ↗341  | ↗389 | ↗633 | ↗838 | ↗1021 | ↗1125 |
| 1939  | 1959  | 1979 | 1989 | 1996 | 2002  | 2010  |
| ↘1029 | ↘1009 | ↘590 | ↘413 | ↘341 | ↘246  | ↘132  |

### Национальный состав
Согласно результатам переписи 2002 года, в национальной структуре населения русские составляли 95 % из 246 чел.